# Ace Books
La Ace Books è la più vecchia casa editrice statunitense e in assoluto ancora in attività di racconti di fantascienza e fantasy. Fu fondata nel 1952 da Aaron A. Wyn, già affermato editore di riviste e romanzi pulp.

## Storia
La compagnia aveva cominciato a pubblicare libri di genere mystery o western, ma presto si specializzò in altri generi, pubblicando nel 1953 il primo titolo di fantascienza; nel giro di pochi anni i titoli di fantascienza superarono nelle vendite sia il genere del mistero che i western. Comparvero anche altri generi, tra cui saggistica, romanzi gotici, romanzi tie-in (trasposizione letteraria) e romanzi rosa.
Ace, nei suoi primi dieci anni di attività, è stato uno dei principali editori di fantascienza insieme a Ballantine Books. Con la morte del proprietario A. A. Wyn nel 1967, tuttavia, le sorti della compagnia iniziarono a declinare. Due importanti editori responsabili, Donald A. Wollheim e Terry Carr, lasciarono l'azienda nel 1971, e nel 1972 Ace fu venduta a Grosset & Dunlap. Nonostante i problemi finanziari, ci furono ulteriori successi, in particolare con la terza serie di Ace Science Fiction Specials, con cui Carr tornò a fare l'editore. Ulteriori fusioni e acquisizioni hanno portato l'azienda a far parte di Berkley Books. Ace divenne quindi un'etichetta di Penguin Group (USA).
La Ace acquisì notorietà anche per il formato dos-à-dos usato per molti dei suoi primi libri fino al 1973, benché il formato non fosse una sua creazione originale. Alcuni dei primi libri vennero successivamente venduti anche a cifre superiori a 1.000$.
I primi trenta titoli alternavano regolarmente storie western e storie mystery, con poche eccezioni. Con la comparsa del primo romanzo di fantascienza, Non-A di A. E. van Vogt nel 1953, la Ace Books registrò una svolta, pubblicando in seguito anche lavori di Philip K. Dick, Gordon R. Dickson, Samuel R. Delany, Ursula K. Le Guin e Roger Zelazny

### 1964 il caso Tolkien
La serie Il Signore degli Anelli di Tolkien era già stata introdotta negli Stati Uniti da Houghton Mifflin nel 1954 in versione rilegata, ma dieci anni dopo, il successo e la popolarità della trilogia nel Regno Unito indusse Wollheim a contattare Tolkien per l'acquisto dei diritti per la Ace Books per la prima versione brossurata. Ad Ace Books fu concessa una licenza limitata a cinque anni. Secondo Betsy Wollheim in una recente intervista, Tolkien non era interessato a vedere i suoi libri in forma tascabile: "Quando Wollheim chiamò il professor Tolkien nel 1964 e chiese se poteva pubblicare Lord of the Rings come libri in formato Ace Books, Tolkien disse che non avrebbe mai permesso che le sue grandi opere venissero pubblicate in una forma degenerata come il libro tascabile".
Offeso dalla leggerezza di Tolkien, Wollheim si dedicò ad una piccola ricerca individuando una scappatoia nel copyright, (Mifflin infatti aveva trascurato di proteggere il lavoro negli Stati Uniti), rendendosi conto che avrebbe potuto pubblicare legalmente l'opera. Il copyright limitato era scaduto e non era stato rinnovato, Wollheim suppose che Il Signore degli Anelli fosse stato abbandonato e divenuto di dominio pubblico. Con questo ragionamento, poteva pubblicare i romanzi senza raggiungere un accordo con l'autore e portare i libri alla "forma degenerata" che gli era più familiare.
Gli Stati Uniti dovevano ancora aderire alla Convenzione universale sul diritto d'autore o al Copyright Act, pertanto e la maggior parte delle leggi in tema letterario esistenti aveva lo scopo di proteggere le creazioni nazionali nei confronti di quelle straniere.
Mentre la trilogia diventava popolare, la Houghton Mifflin era tecnicamente in violazione della legge in quanto le copie eccedevano sui limiti di importazione, pertanto la casa editrice non riuscì a rinnovare il loro diritto d'autore provvisorio.
Wollheim cominciò a stampare la propria edizione della trilogia, concependo una nuova composizione vista la lunghezza e complessità del romanzo, senza riconoscere il pagamento delle royalty a Tolkien, pubblicando in breve tempo i tre romanzi, La compagnia dell'anello nel maggio 1965, e Le due torri e Il ritorno del re nel luglio dello stesso anno.
Le edizioni Ace furono un successo commerciale, vendendo oltre 100 000 copie, cosa che fece arrabbiare Tolkien e i suoi editori.
Già nel maggio del 1965 Tolkien iniziò ad avvertire i fan, che gli scrivevano per informarlo che le copie americane non erano autorizzate, inserendo una nota ai lettori statunitensi per informarli della cattiva condotta della casa editrice Ace Books. A questo scopo si apprestò ad apportare delle modifiche alla trilogia e a far pubblicare una nuova edizione americana riveduta e corretta. In agosto, Tolkien consegnò le sue nuove revisioni a Ballantine Books, l'editore che avrebbe pubblicato la versione ufficiale per le edizioni americane.
È interessante notare che Humphrey Carter, nella biografia ufficiale di Tolkien, ha affermato che Tolkien era indignato per le edizioni Ace che esibivano copertine che rappresentavano le storie contenute, tuttavia rimase angosciato dalla copertina delle edizioni Ballantine, annotando: "Che cosa ha a che fare con la storia? Dov'è questo posto? Perché emù? E qual è la cosa in primo piano con le lampadine rosa? "
A ottobre, Tolkien annotò in una lettera a suo figlio che "la campagna negli Stati Uniti è andata bene, segno della grande pressione esercitata sulla casa editrice."
Librerie e fans iniziarono a boicottare l'edizione non autorizzata, e nel febbraio del 1966 Tolkien riportò in una lettera che aveva raggiunto un accordo con Wollheim per ricevere alcune royalties sulla pubblicazione, stabilendo di non stampare ulteriori tirature e di lasciare che l'edizione si esaurisse, nonostante la casa editrice non avesse alcun obbligo legale di accettare un simile accordo.
A marzo, Ace annunciò di aver raggiunto un accordo con l'autore e di aver definitivamente esaurito le copie.
Betsy Wollheim ha affermato che la popolarità di Il Signore degli Anelli ha scatenato un nuovo movimento fantasy: le azioni di suo padre hanno avuto un impatto duraturo sul genere e sebbene i suoi metodi fossero poco etici, hanno comunque contribuito a portare una delle opere di fantasia più importanti ai lettori americani e hanno innalzato il profilo della trilogia, mentre la casa editrice Ballantine Books ha avuto la capacità e il desiderio di trarne il massimo vantaggio. Mentre la popolarità della fantasia epica cresceva, Ballantine riuscì a sfruttare ulteriormente le tendenze editoriali, lanciando la Ballantine Adult Fantasy Series, edita da Lin Carter.
Betsy afferma inoltre che la decisione editoriale di Wollheim influì sulla sua enorme reputazione all'interno degli ambienti di genere. Nonostante Wollheim fosse una delle figure più influenti nel settore editoriale dell'epoca, fu candidato al premio Hugo solo due volte, nel 1973 e nel 1974, senza riuscire ad ottenerlo. Solo in seguito, nel 1981 e nel 1986, riuscì a essere premiato con gli Special Professional Awards dalla World Fantasy Convention.
Nel 1993, un tribunale ha rilevato che il ragionamento utilizzato dalla casa editrice per produrre le proprie edizioni era viziato. Laddove riteneva che la scadenza di un rinnovo del copyright indicava che si trattava di una decadenza di fatto dei diritti, la corte non era d'accordo. L'opinione ha rilevato che le disposizioni contenute in una legge sul copyright del 1909 proteggevano i diritti del detentore del copyright originale: mentre "i fallimenti non devono mai essere dedotti da un linguaggio dubbio". Washingtonian Publishing Co. contro Pearson, 306 US 30, 42, 59 S.C. 397, 403, 83 L.Ed. 470 (1938), questa regola non deve essere invocata: la legge sul copyright del 1909 non prevede alcuna disposizione per confisca dei diritti d'autore degli stranieri a causa della distribuzione delle loro opere senza preavviso di copyright. "